# Adiós Madrid
Adiós Madrid es una película argentino-española de drama de 2024, dirigida por Diego Corsini, quien la coescribió con Mariana Cangas, la cual también creó la idea original. Está protagonizada por Luciano Cáceres. Se estrenó el 19 de septiembre de 2024 en el Festival de Cine de Madrid-PNR, y luego se estrenó en cines españoles el 17 de enero de 2024, con distribución de 39 Escalones Films.

## Reparto
- Luciano Cáceres como Ramiro
- Javier Godino como Julio
- Fariba Sheikhan como Francesca
- Mónica Solaun como Paola
- Ramón Esquinas como Ignacio
- Sara Vega como Elisa
- Íngrid Rubio como Beatriz
- Marta Malone como Mujer Harapienta
- Nacho Marraco como Carlos
- Sergio Bergia como Edgardo
- Sabina Corsini Cangas como Sofía
- Fátima Gómez da Silva como Madre
- Rufo Segovia como Cantinero
- Lucas Merakio como el Tuquito

## Producción
En julio de 2023, se anunció que el rodaje de la película argentina Adiós Madrid había comenzado en España, con Luciano Cáceres, Javier Godino, Íngrid Rubio, Fariba Sheikhan, Sara Vega y Ramón Esquinas como protagonistas. En noviembre de 2023, se anunció que el rodaje de la película había concluido.

## Lanzamiento y marketing
En julio de 2024, se anunció que Adiós Madrid tendría su estreno mundial en el Festival de Cine de Madrid-PNR el 19 de septiembre de 2024. En noviembre de 2024, se anunció que la película tendría su estreno en Argentina en el Festival Internacional de Cine de Mar del Plata el 22 de noviembre de 2024. En diciembre de 2024, la distribuidora en España de la película, 39 Escalones Films, lanzó su tráiler y programó su estreno en cines españoles para el 17 de enero de 2025.